# Посольство Израиля в Польше
Посольство Израиля в Польше (пол. Ambasada Izraela w Polsce) — главная дипломатическая миссия Израиля в Польше, расположена в Варшаве на улице Кживицкого, 24. Кроме посольства Израиль имеет в Варшаве Промышленно-торговое представительство.
Посол Израиля в Польше: Яков Ливне (с 2022 года).

## Организационная структура
В состав посольства входят:
- Экономический департамент
- Департамент прессы
- Департамент культуры
- Консульский отдел
- Департамент по делам праведников народов мира
- Департамент образования

## История
Первым представительством еврейского ишува подмандатной Палестины в Польше, было представительство Палестинского бюро (המשרד הארץ-ישראלי), открывшееся в Варшаве в 1918 году.
Польша и Израиль установили дипломатические отношения сразу после провозглашения независимости Израиля, в 1948 году. Первоначально посольство располагалось в здании гостиницы «Бристоль» (Краковское предместье 42-44). В 1950 году посольство переехало в аллею Суха, 24. С 1964 года Израилю принадлежит здание на улице Кживицкого, 24.
В период гонений Гомулки, в 1967 году, дипломатические отношения были разорваны.
В 1987 году Израиль открыл свою секцию при голландском посольстве по старому адресу. В 1990 году восстановлены дипломатические отношения.
В 2009 году, на период ремонта здания посольства, представительство Израиля временно размещалось в здании Millennium Plaza на Иерусалимских аллеях 123а.

## Список послов Израиля в Польше
- Исраэль Барзилай (1948—1951)
- Ариэль Леон Кубовый (1951—1952)
- Моше Авидан (1952—1956)
- Катриэль Кац (1956—1958)
- Рехавам Амир (1958—1961)
- Виктор Фишль (1961—1964)
- Дов Сатах (1964—1967)
- Мордехай Пальцур (1987—1990)
- Мирон Гордон (1990—1993)
- Игаль Антеби (1993—2001)
- Шевах Вайс (2001—2004)
- Давид Пелег (2004—2009)
- Цви Рав-Нер (2009—2014)
- Анна Азари (2014—2019)
- Александр Бен Цви (2019—2020)
- Яков Ливне (2022 — н. в.)